# Vernon George Turner
Vernon George Turner (* September 1926 in Ottawa) ist ein ehemaliger kanadischer Diplomat.
Vernon George Turner trat im Juni 1954 in den auswärtigen Dienst. Er war ab 11. August 1954 für 16 Monate Mitglied der International Commission for Supervision and Control in Vietnam. Er war zunächst in Hanoi später in Saigon und schließlich wieder in Hanoi akkreditiert. Anschließend war er in London akkreditiert, wo er heiratete.
In den viereinhalb Jahren, in denen Vernon George Turner in New York City bei den Vereinten Nationen akkreditiert war, hatte Kanada von 1967 bis 1968 einen Sitz im Sicherheitsrat der Vereinten Nationen. Im September 1991 wurde Vernon George Turner in den Ruhestand versetzt.
In seiner Zeit als Botschafter in Moskau wurde sein Militärattaché Larry Bowen ausgewiesen.
| Vorgänger               | Amt                                                               | Nachfolger           |
| ----------------------- | ----------------------------------------------------------------- | -------------------- |
| Joseph Stephen Stanford | kanadischer Botschafter in Tel Aviv 14. Oktober 1982 bis 1986     | James Bartleman      |
| Joseph Stephen Stanford | kanadischer Botschafter in Nikosia 16. Oktober 1982 bis 1986      | James Bartleman      |
| Peter McLaren Roberts   | kanadischer Botschafter in Moskau 19. Februar 1986 bis 1990       | Michael Richard Bell |
| Peter McLaren Roberts   | kanadischer Botschafter in Ulaanbaatar 18. November 1986 bis 1990 | Norman Spector       |